# Sorca Clarke

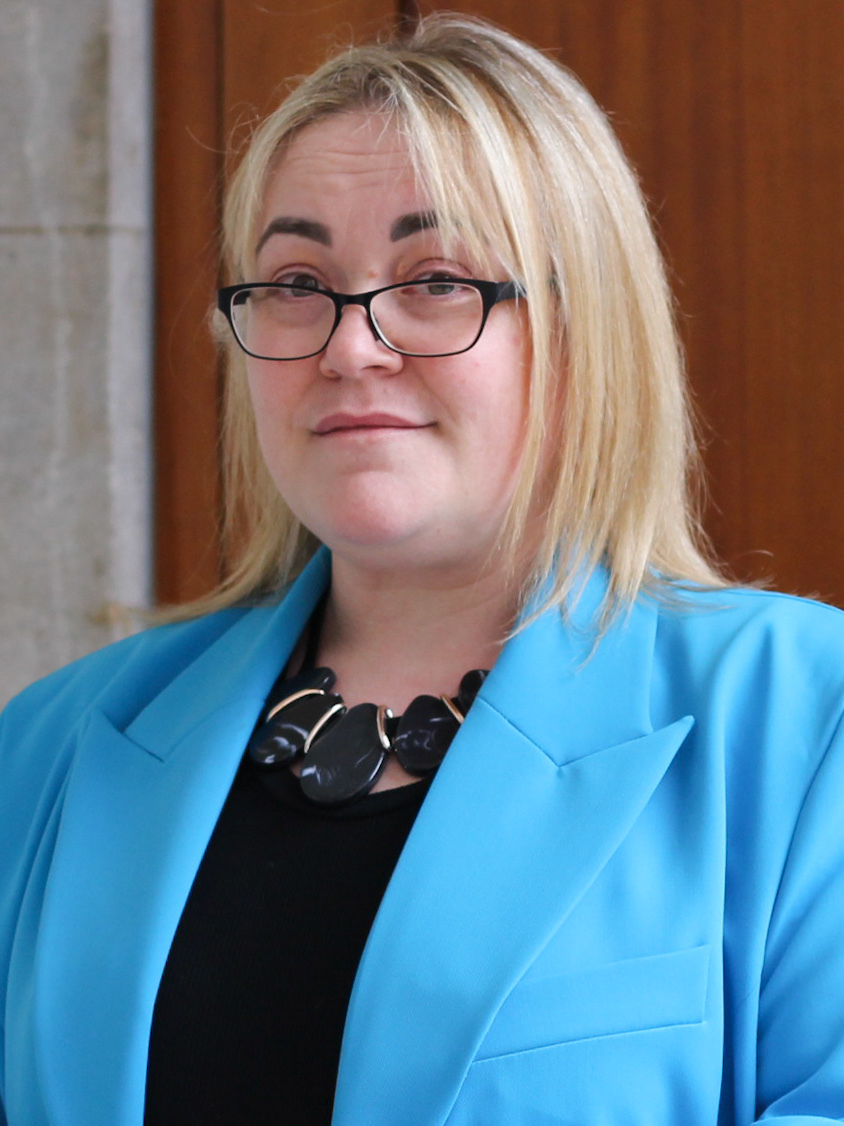
Sorca Clarke (2022)

Sorca Clarke (* 1978 oder 1979 in Dublin, Irland) ist eine irische Politikerin der Sinn Féin, die seit Februar 2020 Abgeordnete im Dáil Éireann ist.

## Leben
Sorca Clarke zog 2005 mit ihrem Ehemann Darren Caufield, mit dem sie gemeinsam eine Sicherheitsfirma betreibt, nach Mullingar. Dort leben sie auch mit den vier Kindern.
Nache einem erfolglosen Versuch 2009 wurde sie 2014 in den Westmeath County Council gewählt. 2019 schied sie dort aus. Bei den Wahlen zum Dáil Éireann 2020 war sie dann wiederum für den Wahlkreis Longford–Westmeath erfolgreich. Diesen Sitz konnte sie 2024 verteidigen.